# Doryteuthis ocula
Doryteuthis ocula (Cohen, 1976), comunemente noto come «calamaro costiero dagli occhi grandi», è una specie di calamaro appartenente alla famiglia Loliginidae. Questa specie è presente nel Mar dei Caraibi e nell'Atlantico occidentale, in particolare nelle acque intorno a Cuba.

## Descrizione
D. ocula è un calamaro di piccole dimensioni, con una lunghezza del mantello che può raggiungere fino a 127 mm. Il mantello ha una forma smussata, con pinne di forma romboidale arrotondata. Gli occhi sono molto grandi, con la parte visibile che rappresenta dal 15% al 21% della lunghezza del mantello. Le pinne hanno una lunghezza compresa tra il 45% e il 55% della lunghezza del mantello. Il braccio ventrale sinistro è eterocotilizzato, modificato nel terzo o quarto distale, ma non fino alla punta; presenta da 10 a 12 ventose nella fila dorsale di diametro inferiore alla metà di quelle ventrali. Le ventose modificate sono su basi triangolari gonfie.

## Distribuzione e habitat
D. ocula è stato trovato a profondità comprese tra 250 e 360 metri. La sua biologia è ancora poco conosciuta. La distribuzione geografica comprende l'Atlantico occidentale e il Mar dei Caraibi, in particolare intorno a Cuba.

## Tassonomia
Il genere Doryteuthis è suddiviso in due sottogeneri: Amerigo e Doryteuthis. D. ocula appartiene al sottogenere Amerigo. Altre specie dello stesso sottogenere includono Doryteuthis gahi, Doryteuthis opalescens, Doryteuthis pealeii e Doryteuthis surinamensis.